# Mercedes Agurcia
Mercedes Agurcia Membreño (Tegucigalpa, 8 de septiembre de 1903-1 de octubre de 1980) fue una dramaturga y directora teatral hondureña.
Desde los doce años ya escribía sus propias comedias. Es reconocida por fundar la Academia de Música de Santa Cecilia. En Costa Rica ejerció la docencia y fundó el Teatro Infantil. Realizó lo mismo en Honduras. Escribió cuentos adaptados para la radio y doce obras costumbristas. En 1964 fue cofundadora de la Compañía del Teatro Nacional.

## Trayectoria
Se graduó como maestra de Educación Primaria, en la Escuela Normal de Señoritas.
Tomó lecciones de música y teatro. Aprendió de los libros y de todo maestro de cultura que llegaba a la capital. Fue maestra de piano, gimnasia, expresión corporal, teatro, radioteatro, danza, además de dirigir pequeños grupos musicales.
Escribió obras de teatro infantil, trabajos literarios y escénicos inspirados en la literatura universal.
En 1926, fundó la Academia de Música "Santa Cecilia" en la que se enseñaba piano, violín, historia de la cultura, cultura general y teatro. Su propósito era convertirla en el Conservatorio Nacional de Música; logró mantenerla activa durante diez años.
Residió en Costa Rica por varios años montando y presentando 190 obras. El ministerio de Educación le otorgó el título de Idoneidad de Arte por su destacado trabajo. Laboró como maestra artística en las Escuelas Porfirio Brenes y Marcelino García Flamenco; esta última bautizó el salón de actos con su nombre.
Fue requerida por el presidente Ramón Villeda Morales para dirigir el Teatro Nacional Manuel Bonilla, cargo que desempeñó con éxito desde 1959 hasta 1975.
En octubre de 1958, fundó el Teatro Infantil de Honduras (TIH) y lo sostuvo hasta 1977 con sus propios fondos y los simbólicos pagos de las alumnas. Posteriormente, este se convirtió en la Escuela Nacional de Danza que lleva su nombre en su honor.
En Honduras produjo y promovió 245 obras multidisciplinarias de teatro, música, canto y danza cuidando personalmente los detalles de composición musical, iluminación, escenografía, grabación, vestuario, etc., realizando temporadas de hasta cuatro o más días varias veces al año.
Con el TIH realizó giras por Honduras, Costa Rica, El Salvador y se presentó en dos ocasiones en el Teatro de Bellas Artes de la Ciudad de México.
En 1975 fue retirada de su cargo como directora del Teatro Nacional, lo cual la deprimió profundamente. Falleció en Caracas, Venezuela, el 1 de octubre de 1980 a la edad de setenta y siete años. Sus restos descansan en San José, Costa Rica, por su propio deseo.
Merceditas era especial, con una personalidad fuerte que no se dejaba abatir por las dificultades y con la sensibilidad necesaria para hacer soñar a niños, jóvenes y adultos; sembrando en ellos la esperanza de un mundo mejor.

## Reconocimientos
Recibió honores como:
- Medalla de Oro de la Federación Deportiva de Honduras,
- Homenaje de los Poetas Herrera y Luis Andrés Zúñiga,
- Banda de Honor de los Supremos Poderes,
- Banda de Honor de la Asociación Nacional de Cronistas y amigos del Arte,
- Premio de Arte Pablo Zelaya Sierra,
- Medalla de Oro del Magisterio y 70,000 estudiantes costarricenses
- Orden del Quetzal con Pergamino y la Medalla del Gobierno de Guatemala
- Rosa de Plata impuesta por la primera dama mexicana.

## Obras

### Obras de teatro para niños
- Un milagro
- Leyendas escandinavas
- El gnomo azul

### Obras de teatro
- La india bonita
- Historia olvidada
- La espera
- Bajo el mismo alero
- En el teatro como en la vida

### Cuento
- Tirantes azules (1968)

### Novela
- Con la misma herradura (1993)